# Satellite Football Club
El Satellite Football Club és un club de futbol guineà de la ciutat de Conakry.

## Palmarès
- Lliga guineana de futbol:[1]
  - 2002, 2005
- Copa guineana de futbol:[2]
  - 2006
- Torneig Ruski Alumini:
  - 2001, 2004, 2006